# 國立印刷局
國立印刷局（日语：／ Kokuritsu Insatsukyoku */?）是日本的一個獨立行政法人單位，本部位于東京都港區。其業務范圍包括紙幣、郵票等有價證券，及護照、郵政儲蓄存摺等證件和政府刊行物的印刷工作，也負責《官報》的編輯與出版。在全日本共有7個工廠（虎之門（已關閉）、瀧野川、王子、小田原、静岡、岡山）。其職員具有公務員身份。

## 關聯條目
- 日本造幣局
- 紙幣郵票博物館

## 外部連結
- （日語）独立行政法人国立印刷局（页面存档备份，存于）（日本）